# 松本旭
松本 旭（まつもと あさひ、1918年6月29日 - 2015年10月30日）は、日本の俳人、俳句研究家、国文学者、作詞家、埼玉大学名誉教授。城西大学女子短期大学部教授。従四位。

## 人物
埼玉県大石村（現・上尾市）出身。本名読み・あきら。東京文理科大学卒業後、埼玉県立浦和高等学校で教鞭を執った。埼玉大学教育学部助教授、教授、1972-1975年埼玉大学教育学部附属小学校校長兼任。1983年定年退官、名誉教授、城西大学女子短期大学部教授。
加藤楸邨、角川源義に師事して俳句を詠み、1978年俳誌『橘』を創刊、主宰。妻も俳人の松本翠。「村上鬼城研究」で俳人協会評論賞受賞。連歌・近代俳句の研究家でもあった。埼玉文学賞の選考委員を務める。

## 受賞歴
- 1979年 - 第1回俳人協会評論賞[7][10]

## 作品

### 著書
単著
- 『村上鬼城研究』角川書店 1979
- 『天鼓 句集』角川書店 1981
- 『松本旭集 自註現代俳句シリーズ』俳人協会 1982
- 『村上鬼城の境涯俳句の本質と展開』城西大学女子短期大学部文学科 1985
- 『村上鬼城の世界』角川書店 1985
- 『アンジェラスの鐘』本阿弥書店 1986
- 『俳句のやさしい作り方』ナツメ社 1987
- 『卑弥呼 句集』本阿弥書店 1988
- 『松本旭集　自解100句選』牧羊社 1988
- 『酔胡従 句集』牧羊社 現代俳句18人集 1992
- 『凱旋門 句集』本阿弥書店 橘叢書 1996
- 『村上鬼城新研究』本阿弥書店 2001
- 『浮舟 句集』本阿弥書店 橘俳句叢書 2002
- 『青衣（しょうえ）の女人』東京四季出版 2002
- 『風雅の魔心 松本旭俳論集』本阿弥書店 2002
- 『連歌と俳諧 了俊・心敬から芭蕉・一茶へ』本阿弥書店 2007
- 『天恵 句集』本阿弥書店 橘俳句叢書 2009
- 『鼓の緒 句集』本阿弥書店 橘叢書 2014

共著
- 『文学教育の理論と実践』共編著 桜楓社 1982

### 作詞
- 上尾市立尾山台小学校校歌（作曲：折山俊也）[11]
- 桶川市立加納中学校校歌（作曲：折山俊也）[12]
- 川口市立在家中学校校歌（作曲：土肥泰）[13]
- 川口市立桜町小学校校歌（作曲：折山俊也）[14]
- 川口市立芝樋ノ爪小学校校歌（作曲：折山俊也）[15]
- 川口市立戸塚小学校校歌（作曲：土肥泰）[16]
- 川口市立柳崎小学校校歌（作曲：折山俊也）[17]
- 志木市立志木第四小学校校歌（作曲：折山俊也）[18]
- 白岡市立白岡中学校校歌（作曲：折山俊也）[19]
- 戸田市立喜沢小学校校歌（作曲：折山俊也）[20]
- 戸田市立新曽北小学校校歌（作曲：土肥泰）[21]
- 戸田市立笹目東小学校校歌（作曲:折山俊也）

## 論文
- 松本旭